# ريان هال (لاعب دوري الرغبي)
ريان هال (بالإنجليزية: Ryan Hall)‏ هو لاعب دوري الرغبي بريطاني، ولد في 27 نوفمبر 1987 في غرب يوركشير في المملكة المتحدة.

## روابط خارجية
- ريان هال على موقع ItsRugby.co.uk (الإنجليزية)